# Villa Schmidt (Elberfeld)

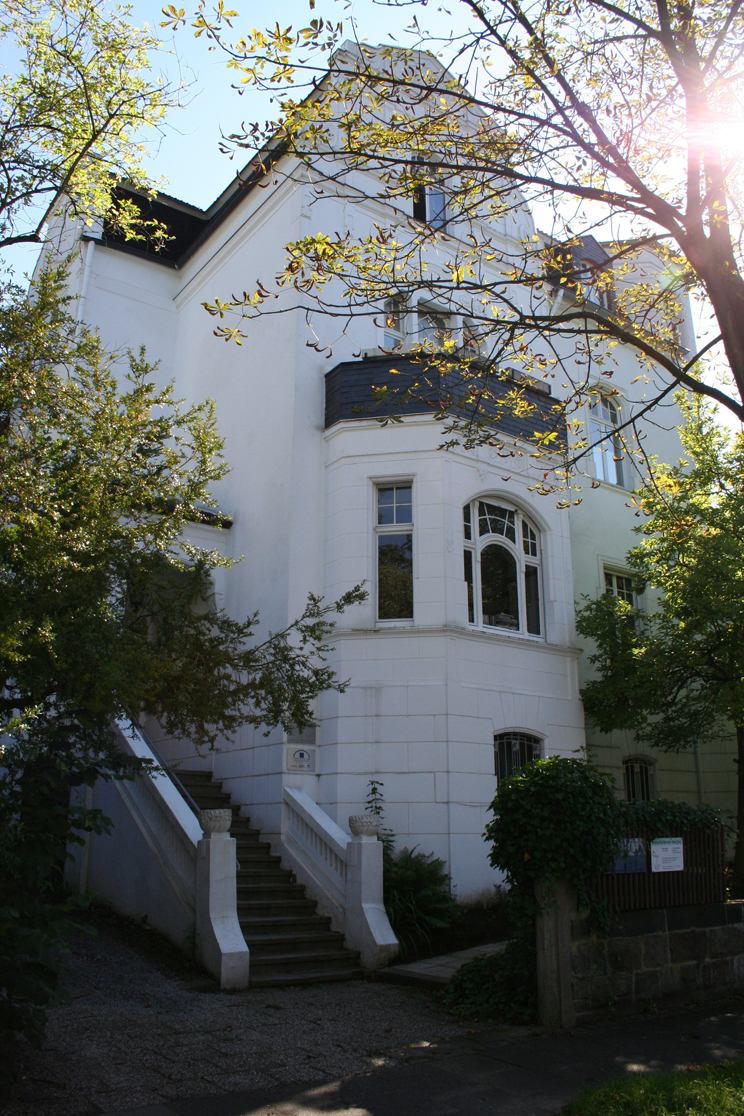
Villa Schmidt

Die Villa Schmidt ist eine Villa mit der Anschrift Walkürenallee 11 im Wuppertaler Zooviertel und liegt unmittelbar gegenüber den Zoo-Gaststätten.

## Geschichte
Bauherr und Namensgeber der 1908 erbauten Villa war Robert Emanuel Schmidt (1864–1938), Chemiker und Direktor der Elberfelder Farbenfabriken, vorm. Friedr. Bayer & Co. Nach dem Tode Schmidts war Professor Gerhard Domagk (1895–1964), ebenfalls ein Chemiker bei den Bayer Farbenfabriken, der neue Eigentümer.
Am 14. Oktober 1996 wurde die Villa als Baudenkmal in die Denkmalliste der Stadt Wuppertal eingetragen. Der Schutzumfang schließt die Einfriedung mit ein.

## Beschreibung
Die zweigeschossige freistehende Villa mit einer Gartenanlage ist in Massivbauweise errichtet und mit einem ausgebauten Mansarddach ausgestattet. Die Einfriedung des Eckgebäudes Wallkürenallee/Hubertusallee ist noch teils original erhalten.
Die beiden Schauseiten sind mit übergiebelten Risaliten ausgestattet, zur Straßenkreuzung hin ist auf das abgerundete Obergeschoss ein oktogonaler Eckturm mit flachem oberen Abschluss aufgesetzt. Weiter sind dem Hochparterre polygonale Anbauten vorgesetzt, die durch schmale Lisenen gegliedert sind und zum Obergeschoss mit einem Ornamentfries abschließen. Diese führen die horizontale Bändergliederung des Sockelgeschosses mit seinen vergitterten Kellerfenstern weiter. Nachträglich wurden Balkonbrüstungen aufgesetzt.
Im Hochparterre und im Obergeschoss wurden Sprossenfenster mit rechteckigem Abschluss eingesetzt, in dem Risalit bzw. dem Eckturmbereich Segmentbogenfenster. Die Fenster des Obergeschosses haben eine breitere Fassung. Die Fassade ist glatt verputzt und hatte eine für die Erbauungszeit charakteristische Stuckornamentik mit Vertikal- und Horizontalbändern sowie Pflanzenornamenten erhalten.